# Nicola Salerno
Nicola Salerno conhecido também como Nisa (11 de março de 1910 - 22 de maio de 1969), foi um italiano compositor, e que compôs a canção "Tu Vuo Fa L'Americano", junto com Renato Carosone.
Nicola Salerno nasceu em Nápoles .
Seu primeiro hit foi "Eulalia Torricelli", de 1947, sobre a história de amor infeliz entre uma menina rica de Forlì e um cara chamado Giosuè.  Nisa coloca toda a equipe de compositores nas letras, como herdeiros do belo Eulália: "Un castello lo dà um Nisa, un castello lo dà uma Redi, un castello, ma il più bello, al maestro Olivieri lo dà" ("ela dá um castelo de Nisa, um castelo de Redi, mas as mais bonitas vai Maestro Olivieri ").
Nisa e Renato Carosone se reuniu em 1955.  Foi Mariano Rapetti, Ricordi diretor da gravadora - e pai do letrista Mogol - que sugerem-los a trabalhar juntos em vista de uma rádio concurso.  Nisa trouxe Carosone três textos a serem estabelecidos para a música.  Uma delas foi intitulada Tu vuo fà l'americano .  Carosone teve uma inspiração instantânea e começou a compor um boogie-woogie na de piano teclado .  Levou apenas 15 minutos para criar a canção mais famosa do Carosone, que se tornou um sucesso mundial.
Seus hits mais famosos incluem "'O suspiro", "Torero", "Tu' vuo 'fa' l'americano", "Caravan Gasolina", "Pigliate 'na pastiglia" e "' O Sarracino".
Nisa trabalhou também com outros compositores.  Entre suas mais conhecidas letras são " Guaglione ", canção vencedora do Festival de Nápoles, em 1956, e " Non ho l'età ", com o qual Gigliola Cinquetti venceu o Festival de Música de Sanremo eo Festival Eurovisão da Canção em 1964.
Além de escrever as letras, Nicola Salerno também foi um ilustrador .  Ele foi o autor, por exemplo, de projetos de cobertura para algumas músicas napolitanas pontuações publicados entre 1920 e 1930.